# Carlo Carcano
Carlo Carcano (ur. 26 lutego 1891 w Varese, zm. 23 czerwca 1965 w San Remo) – włoski piłkarz i trener piłkarski.

## Kariera piłkarska
Carlo Carcano rozpoczął karierę pomocnika w klubie US Alessandria.
W drużynie narodowej Włoch zadebiutował 31 stycznia 1915 roku, w wieku 23 lat, w meczu przeciwko Szwajcarii.

## Kariera trenerska
Carlo Carcano trenował między innymi zespół SSC Napoli (wówczas nazywał się Internaples). Był także trenerem Juventusu, w sezonach od 1930/1931 do 1934/1935.